# Symbian Foundation
Symbian Foundation（シンビアン・ファウンデーション）は、Symbian OS を基に開発されている携帯電話向けソフトウェア・プラットフォーム「Symbian platform」の推進を目的とした非営利団体として2009年から2010年初頭まで存在した団体。Symbian OS を開発していたシンビアン（2009年にノキアが買収）とは別の組織である。シンビアンの商標はノキアから譲渡されたものである。
ノキア、ソニー・エリクソン、モトローラ、NTTドコモ、AT&T, LGエレクトロニクス、サムスン電子、STマイクロエレクトロニクス、テキサス・インスツルメンツ、ボーダフォンの10社が中心となり、2008年6月24日に設立が発表され、同年12月2日にノキアがシンビアンの買収を完了したことを受け、2009年2月5日に正式に設立された。その設立時点では、モトローラと LG は参加していなかった。ノキアが開発する Symbian OS や S60 などのソフトウエア資産を EPL でオープンソース化してリリースすることを主な業務としていた。
運営資金はノキア、ソニー・エリクソン、サムスンの3社で負担していた。メンバー資格は1,500ドルの年会費を納める法人であり、法人格のない団体や個人はメンバーになれないなどの制限があった。
しかしながら、運営資金の調達がうまくいかず、ノキア以外の携帯電話メーカーから Symbian Platform を使用した携帯電話が出荷されることもなく、2011年3月をもってソフトウエアライセンス管理以外の業務を終了することを2010年11月に発表し、2010年12月をもって、ウェブサイトやイギリス・ロンドンにある本社、日本の東京など世界各地の事務所が閉鎖され、従業員も全員解雇された。

## 概要
ノキアがシンビアンの全株式を取得した後、Symbian OS の大部分を Symbian Foundation に提供しオープンソースとして公開している。さらにノキアが開発した S60 の一部、ソニー・エリクソンおよびモトローラが採用していた UIQ（開発はUIQ Technology）、ドコモが開発した MOAP(S) の一部分の各ユーザーインターフェースのソフトウェア資産も Symbian Foundation に提供され、これらを統合した共通プラットフォームは2010年2月に完全オープンソース化された。当時 EPL にて公開されていたソースコードによると、ノキアが所有する Symbian OS と S60 のすべてのソースコードをオープンソースとして提供しているというわけではなく、個別にライセンス契約を必要とするソースコードも存在していた。

## メンバー
以下は2010年3月当時のメンバーリストである。

### ボードメンバー
- AT&T
- ノキア
- NTTドコモ
- サムスン電子
- ソニー・エリクソン・モバイルコミュニケーションズ（現：ソニーモバイルコミュニケーションズ）
- テキサス・インスツルメンツ
- ボーダフォン
- ST-エリクソン（旧 ST-NXP Wireless, エリクソン・モバイル・プラットフォーム）
- 富士通
- QUALCOMM Innovation Center

### 一般メンバー
- Advanced Solutions
- Abaxia
- アクセンチュア
- Atelier
- ArcherMind Technology
- ArcSoft
- Alten
- Atheros Communications
- Apadmi
- アクロディア
- アプリックス
- Aricent
- アドビシステムズ
- Borqs International Holding
- ブライセン
- ブロードコム
- Beijing Daqinshidai Info Tech
- Beijing Xin Anyi Technology
- Boingo Wireles
- BLStream
- Beijing Qihoo Technology
- Code Factory
- Comarch
- CIeNET Technologies
- Capricode
- Cryptikware Communications
- 中華電信
- コア
- Crealab
- Compal Communications
- Digia
- Digital Aria
- DreamSpring
- Discretix Technologies
- Dextra Technologies
- Eclipse Foundation
- Excitor
- ESET
- eLeader
- Eurocenter
- エレクトロビット
- Futurice
- フランステレコム
- エフ・セキュア
- Flander
- fring
- 富士ソフト
- GRACE System Tech. Labs
- Giesecke & Devrien
- Handong
- エイチアイ
- イノパスソフトウェア
- Inmote
- イマジネーションテクノロジーズ
- Ixonos
- Immersion
- Invigo
- Ikivo
- アイ・エス・ビー
- Institute for Infocomm Research
- Intrinsyc Software International
- Iconmobile
- Inquso
- Inova IT
- Jamo Solutions
- 管理工学研究所
- 京都ソフトウェアリサーチ
- Logic Wireless
- Larsen & Toubro Infotech
- マーベル・テクノロジー・グループ
- Mobica
- MStar Semiconductor
- Mobileman
- Mobimonster
- 村田製作所
- Nice-business Solutions
- NetQin Tech.
- Neusoft
- Nash Technologies
- ニュアンス コミュニケーションズ
- Open Kernel Labs
- オムロン ソフトウェア
- Psiloc
- Protacon Solutions
- PT. Solusi Media Selular
- Penthera Partners
- Psytechnics
- Ravensoft
- RavenWing
- REVE Systems
- レッドベンド・ソフトウェア
- SurfKitchen
- Software Imaging
- ソフトバンクモバイル
- Swype
- Silent Bridge
- Sesca Group
- Sequence Point Software
- Symsource
- Satsis
- Sasken Communication Technologies
- Sfone
- シャープ
- 清華大学ソフトウェア学院
- Sipera Systems
- Shenzhen Longyin Digital Tech.
- Solesys
- Sunbay
- サン・マイクロシステムズ
- SVOX
- Sky
- シマンテック
- Teleca
- テレコム・イタリア（テレコム・イタリア・モービレ）
- Tieto
- Tanla Solutions
- テンセント
- トライ・ハード
- Techbridge
- UMU
- Upper Austria Uni-ty of Applied Sciences
- Vision Objects
- Visa
- 上海啓明ソフトウェア
- Vopium
- バーチャルロジックス
- Voiceserve
- WDSGlobal
- weComm
- WIT Software
- Xenient
- ZTE

### 提携メンバー
- Cell Telecom
- NAVTEQ
- Wayfinder Systems

### 支持表明企業
参加は確認されていないが、支持を表明している企業。
- América Móvil
- AOL
- ARM
- バンク・オブ・アメリカ
- EA Mobile
- EMCC Software
- フリースケール・セミコンダクタ
- ジェムアルト
- ヒューレット・パッカード
- HiQ International
- ファーウエイ・テクノロジーズ
- KTF
- MySpace
- Nanoradio
- Opera Software
- ルネサス テクノロジ
- サンディスク
- Scalado
- SiRF Technology
- TapRoot Systems
- 3
- T-Mobile
- UIQ Technology
- ウィプロ・テクノロジーズ